# Kočani
Kočani (em macedônio/macedónio: Кочани) é uma cidade na parte oriental da Macedônia do Norte, situada a cerca de 100 quilômetros a leste de Skopje. Tinha uma população de 24 632 em 2021 e é a sede do Município de Kočani.
A área verde da cidade, especialmente ao longo do leito e das margens do rio Kočani, é o orgulho da população local. A cidade é muito limpa e organizada, o que lhe dá o orgulho de possuir o prestigioso título de cidade mais limpa da Macedônia do Norte.